# Karl Friedrich von Below
Karl Friedrich von Below (* 3. Juni 1794 in Meyris; † 15. Juli 1867) war Vizegouverneur im Gouvernement Estland.

## Leben

### Familie
Karl von Below war ein Angehöriger der baltischen Adelsfamilie von Below und Sohn des Andreas von Below (1763–1820), Landmarschall in Livland und Erbherr auf Perst in Livland und der Anna Dorothea Helene von Helffreich (1776–1821). Alexander von Below war sein jüngerer Bruder.
Below vermählte sich 1822 in Riesenberg mit Freiin Eva Wilhelmine von Stackelberg (1800–1882). Aus der Ehe gingen vier Söhne hervor.
1. Peter Andreas Oskar (1822–1840)
2. Konstantin Karl Andreas (1824–1866), Erbherr auf Neu Kusthof, ⚭ 1847 Freiin Karoline Barbara Magdalene von Rosen (1824–1872)
3. Alexander Adam Andreas (1826–1860), Oberstleutnant
4. Andreas Nikolai Georg (1837–1919), preußischer Major und Mitglied des Preußischen Herrenhauses, ⚭ I. 1862 Freiin Sophie Varnbüler von und zu Hemmingen (1843–1876); ⚭ II. 1881 Wilhelmine Schmidt (1846–1901)

### Werdegang
Below besuchte die Hauptschule zu St. Petri in St. Petersburg. 1809 wurde er Kolonnenführer beim Quartiermeisterwesen in der Suite S. M. Er schlug dann eine Laufbahn bei der Kavallerie ein und wurde 1811 Standarten-Junker im Garde-Kürassier-Regiment, dann Kornett im Astrachanschen Kürassier-Regiment, avancierte 1813 zum Leutnant und er hielt den Wladimir-Orden IV. Klasse für seinen Einsatz bei Kulm. Anschließend diente er im Garde-Ulanen-Regiment und wurde erneut für Tapferkeit ausgezeichnet. 1814 nahm er am Einmarsch in Paris teil und erhielt den Annen-Orden II. Klasse für seinen Einsatz bei Fère-Champenoise. 1818 avancierte er zum Stabsrittmeister, 1819 zum Rittmeister wechselte gleichzeitig ins Regiment Jäger zu Pferde und wurde zum Oberstleutnant befördert. Seinen vorläufigen Abschied nahm er 1821 im Rang eines Obersten. 1827 nahm er seinen aktiven Dienst als Oberstleutnant beim Gendarmenkorps wieder auf und wechselte 1829 zur Armee, genauer ins Astrachansche Kürassier-Regiment. 1830 wurde er dem Garde-Kavallerie-Regiment zugezählt, avancierte 1831 zum Oberst und Kommandeur beim Dragoner-Regiment „Prinz Alexander von Württemberg“ in Polen. Seit 1834 diente Below als Staatsrat im Zivildienst und war zunächst Beamter zu besonderem Auftrag beim Finanzministerium. Von 1836 bis 1839 stand er als Chef dem Zollbezirk Grodno vor. In den Jahren 1839 bis 1841 war Below erneut im Finanzministerium. 1841 bis 1852 schließlich war er Vizegouverneur von Estland und zugleich Chef, seit 1852 auch Präsident des Estländischen Kameralhofs. 1843 stieg er zum Wirklichen Staatsrat auf und erhielt 1852 den Wladimir-Orden III. Klasse. Below war Erbherr auf den estländischen Gütern Echnes und Maals, 1824 erhielt er das estländische Indigenat, was der Aufnahme in die Estländische Ritterschaft entsprach.